# Saint-Jean-de-Crieulon
Saint-Jean-de-Crieulon là một xã ở tỉnh Gard. Xã này có diện tích 5,57 km², dân số năm 1999 là 146 người. Khu vực này có độ cao trung bình 120 mét trên mực nước biển.